# Topli Do (miasto Pirot)
Topli Do (cyr. Топли До) – wieś w Serbii, w okręgu pirockim, w mieście Pirot. W 2011 roku liczyła 51 mieszkańców.